# Beugels
Beugels is een familienaam. De naam is ofwel een zogeheten adresnaam, verwijzend naar iemand die op een bepaalde locatie woonde, dan wel afkomstig van het woord beugel, een ijzeren ring (vergelijk beugelen). Ook de variant Bögels komt voor.
In Nederland waren er in 2007 386 personen met de familienaam Beugels; in België waren dat er in 2008 62.

## Bekende personen
Enkele bekende naamdragers zijn:
- Anouk Beugels (1981), een Nederlands regisseuse en theatermaakster
- Dries Beugels, een toneelregisseur
- Eddy Beugels (1944–2018), een Nederlands wielrenner
- Herman Joseph Beugels (1771–1851), een Nederlands priester
- Mariël Beugels (1998), een Nederlands handbalster